# إكرام أنطاكي
إكرام أنطاكي (بالإسبانية: Ikram Antaki)‏ (9 يوليو 1948-31 أكتوبر 2000) كانت كاتبة مكسيكية.

## السيرة الذاتية
ولدت في دمشق/سوريا. كانت والدتها تحب الأدب الروسي وكان جدها آخر محافظ في أنطاكية. وفي سن الرابعة، بدأت بتعلم اللغة الفرنسية في المدرسة الفرنسيسكانية، وبقيت فيها حتى حصولها على شهادة البكالوريا. وفي وقت لاحق، هاجرت إلى فرنسا لدراسة أدب المقارنة، والأنثروبولوجيا الاجتماعية، وعلم الأجناس في العالم العربي في جامعة باريس السابعة. وفي 1975، خططت بالسفر «إلى نهاية الأرض»، واختارت المكسيك باعتبارها المكان الأكثر احتمالاً بعيداً عن بلدها الأصلي دمشق. أصبحت في نهاية المطاف مواطنة مكسيكية وعاشت هناك بقية حياتها.
ونشرت إكرام 29 كتاباً بالإسبانية والفرنسية والعربية. وخلال إقامتها في المكسيك تعاونت مع القنوات التلفزيونية المكسيكية 11 و13 واكتسبت شعبية نتيجة لمشاركتها في إذاعة الأخبار في المنطقة الوسطى من البلاد. وكانت آراؤها غير تقليدية إلى حد ما، لاحظت أن جيل الشباب الذي شارك في حركة 1968 كان أفقر الناس فكرياً في المكسيك في القرن العشرين، وأن الديمقراطية والإستفتاء ليس لهما مكان في الأسرة أو في المدرسة.
توفيت في 31 أكتوبر 2000 في المكسيك،ابتها الوحيد هو المخرج المكسيكي ماريوان سوتو أنطاكي.